# Ikatybant
Ikatybant – organiczny związek chemiczny, syntetyczny dekapeptyd, antagonista receptora bradykininy typu 2.

## Mechanizm działania
Dziedziczny obrzęk naczynioruchowy (HAE) jest chorobą, w której główną rolę odgrywa brak lub zaburzona czynność inhibitora esterazy C1. Charakteryzuje się występowaniem napadów, którym towarzyszy nadmierne wydzielanie bradykininy – kluczowej substancji odpowiedzialnej za niemalże wszystkie objawy kliniczne tej choroby. Napady te trwają zwykle od 2 do 5 dni, powodując powstawanie obrzęków podskórnych oraz obrzęków dróg oddechowych i przewodu pokarmowego.
Ikatybant jest selektywnym i kompetencyjnym antagonistą receptora bradykininy typu 2 o strukturze podobnej do bradykininy, zawierający jednak 5 aminokwasów niebiałkowych. Ikatybant zapobiega indukowanej przez bradykininę hipotonii, rozszerzaniu naczyń krwionośnych i odruchowej tachykardii, niweluje również obrzęki krtani. Większość napadów (90,9%) mijała po podaniu pojedynczej dawki ikatybantu.

## Farmakokinetyka
Po podaniu podskórnym lek osiąga maksymalne stężenie we krwi w ciągu 0,5 godziny. Dostępność biologiczna ikatybantu wynosi 97%. Lek wiąże się w 44% z białkami osocza. Ikatybant dość szybko ulega dezaktywacji na skutek działania enzymów proteolitycznych, a produkty metabolizmu wydalane są głównie z moczem. Tylko około 10% podanej dawki wydalane jest w postaci niezmienionej. Okres półtrwania ikatybantu wynosi 1–2 godziny.

## Wskazania
Leczenie ostrych napadów dziedzicznego obrzęku naczynioruchowego u osób dorosłych, u których stwierdzono niedobór inhibitora esterazy C1.

## Przeciwwskazania
Nadwrażliwość na ikatybant lub jakikolwiek inny składnik preparatu.

## Ostrzeżenia specjalne
1. U pacjentów cierpiących na chorobę niedokrwienną serca istnieje ryzyko pogorszenia stanu zdrowia (osłabienie pracy serca i spadek przepływu wieńcowego), co ma związek z mechanizmem działania ikatybantu. Należy zachować wyjątkową ostrożność podczas leczenia ikatybantem chorych cierpiących na chorobę niedokrwienną.
2. Istnieją dowody na to, iż ikatybant wywierać może korzystny wpływ na chorych ze świeżym udarem. Należy brać jednak pod uwagę to, że lek może zahamować późniejsze neuroprotekcyjne działanie bradykininy.
3. Ikatybant jest lekiem przeznaczonym do samodzielnego podawania. W przypadku wystąpienia obrzęku krtani konieczna jest jednak hospitalizacja.
4. W większości przypadków jedno wstrzyknięcie ikatybantu neutralizuje objawy napadu. W przypadku nieustąpienia objawów lub ich nawrotu można zastosować kolejną dawkę leku, w odstępie 6 godzin. Gdy i to nie przyniesie pożądanych efektów leczniczych, po 6 godzinach wstrzyknięcie można powtórzyć. Nie należy jednak wykonywać więcej niż 3 wstrzyknięć na dobę.
5. Ikatybant może być stosowany w ciąży jedynie w przypadku zdecydowanej konieczności, np. w zagrażających życiu obrzękach krtani. Kobiety karmiące piersią nie powinny karmić wcześniej niż po 12 godzinach od momentu wstrzyknięcia preparatu.

## Interakcje
Ikatybant nie jest metabolizowany w wątrobie. Lek może być więc podawany razem z inhibitorami i induktorami izoenzymów cytochromu P450. Pacjentom z dziedzicznym obrzękiem naczynioruchowym nie powinno polecać się inhibitorów ACE ze względu na możliwość wzrostu poziomu bradykininy.

## Działania niepożądane
Niemal u wszystkich pacjentów leczonych ikatybantem występują reakcje w miejscu wstrzyknięcia leku: rumień, obrzęk, uczucie ciepła, pieczenie, świąd i ból skóry. Reakcje te ustępują po kilku minutach od wstrzyknięcia preparatu. Do często pojawiających się działań niepożądanych zaliczyć można:
- bóle brzucha, nudności
- astenię
- zwiększenie aktywności fosfokinazy kreatynowej we krwi
- zawroty i bóle głowy
- zatkanie nosa
- wysypkę.

Znacznie rzadziej występują:
- wymioty
- zmęczenie
- gorączka
- zapalenie gardła
- sińce w miejscu podania
- zwiększenie masy ciała
- wydłużenie czasu protrombinowego
- hiperurykemia
- białkomocz
- astma i napadowy kaszel
- tzw. uderzenia gorąca.

## Preparaty
- Firazyr – roztwór ikatybantu 10 mg/ml do wstrzykiwań w ampułko-strzykawce o pojemności 3 ml.